# Etnografía de la comunicación
La etnografía de la comunicación es una expresión acuñada por el norteamericano Dell Hymes para referirse al marco teórico y metodológico que él desarrolló a partir de la década de los sesenta para estudiar la interacción comunicativa de los seres humanos. En un principio la etnografía de la comunicación estaba dedicada casi exclusivamente al análisis del comportamiento comunicativo de grupos tribales; sin embargo, tras una depuración de las técnicas metodológicas, Dell Hymes la propuso como un marco que permite abordar el análisis de toda actividad comunicativa.
La etnografía de la comunicación, al igual que otras disciplinas, como la etnolingüística o la etnometodología, surge cuando los estudiosos del lenguaje se dan cuenta de que para llegar a una comprensión completa de los fenómenos lingüísticos no basta con analizar las estructuras internas del lenguaje, sino que también hay que considerar el contexto en que se emiten los enunciados. De este modo, para poder hablar una lengua, no solo se requiere un dominio de las estructuras gramaticales de esa lengua (la competencia lingüística), sino también un dominio de las reglas sociales, culturales y psicológicas que rigen el uso del lenguaje dentro de un determinado contexto (la competencia comunicativa del hablante). Por ello se puede decir que la etnografía de la comunicación es un enfoque que aborda la descripción de las normas, ya sean explícitas o implícitas, de los aspectos verbales y averbales que rigen la interacción comunicativa.

## Conceptos básicos
Un análisis de este tipo debe partir de diversas nociones básicas. La primera de ellas es el concepto de comunidad de habla. Para que sea posible la interacción lingüística, los participantes deben pertenecer a la misma comunidad de habla, que se define como un conjunto de hablantes que comparten una misma variedad lingüística, unas reglas de uso y una misma valoración del uso de la lengua.
Según Dell Hymes, la interacción lingüística opera en tres niveles. El primer nivel que se considera tiene un carácter englobante y se denomina situación de habla. Básicamente, las situaciones de habla se refieren al marco contextual en el que tienen lugar los otros dos niveles. 
Dentro de la actividad comunicativa, las situaciones de habla producen determinadas actividades que se rigen por normas convencionales. A estas se les llama eventos de habla y pueden abarcar situaciones como la conversación, la entrevista, la llamada telefónica, etc.
El último de los niveles que es pertinente dentro de la actividad comunicativa es el acto de habla. Este se enmarca dentro del evento de habla y consiste básicamente en la emisión de un enunciado para llevar a cabo un fin determinado. Un acto de habla puede ser, por ejemplo, una pregunta, una invitación, una amenaza, un lamento, etc.

## Análisis etnográfico
Para un adecuado análisis de los actos de habla, se deben considerar varias aspectos descriptivos que Hymes denomina componentes de habla. El propósito de estos componentes de habla es proporcionar un esquema teórico para la descripción de la información recolectada.
En total, se distinguen dieciséis componentes, que no necesariamente deben aparecer simultáneamente y que son los siguientes:
1. La forma del mensaje.
2. El contenido del mensaje.
3. La localidad.
4. La escena.
5. El hablante.
6. La persona que repite.
7. El receptor.
8. La persona a la que se dirige el hablante.
9. Los propósitos resultados.
10. Los propósitos metas.
11. La clave.
12. Los canales.
13. La forma del habla.
14. Las normas de interacción.
15. Las normas de interpretación.
16. El género.